# SuperHeavy
SuperHeavy (СуперХэви, «Супертяжёлые») — рок-супергруппа, организованная Миком Джаггером в 2011 году. Название группы связано с прозвищем Мохаммеда Али. 
В состав группы вошли столь разножанровые и именитые музыканты, как экс-участник британского дуэта Eurythmics, продюсер Дэйв Стюарт, юная обладательница «Грэмми» соул-певица Джосс Стоун, младший, 11-й по счету сын Боба Марли — Дэмиан, хранящий фамильную верность регги, и грэмминосный индийский композитор Алла Ракха Рахман, автор саундтреков к фильмам «Миллионер из трущоб» и «127 часов».
Дебютный альбом под названием SuperHeavy вышел 19 сентября 2011 года.

## Состав
- Мик Джаггер — вокал, гитара, гармоника
- Алла Ракха Рахман — фортепиано, синтезатор, клавиши, континуум, вокал, гитара, перкуссии, драм программинг, бас-гитара
- Джосс Стоун — вокал
- Дэмиан Марли — вокал, программирование
- Дэйв Стюарт — гитара, бэк-вокал
- Энн Мари Колхоун — скрипка
- Шайя Кур — бас-гитара
- Кортни Дайдрик — ударные[2]

## Дискография
| Название   | Информация об альбоме                                                             | Место в чартах | Место в чартах | Место в чартах | Место в чартах | Место в чартах | Место в чартах | Место в чартах | Место в чартах | Место в чартах | Место в чартах |
| Название   | Информация об альбоме                                                             | AUT            | BEL (VL)       | DNK            | NL             | NOR            | NZ             | SWE            | SWI            | UK             | US             |
| ---------- | --------------------------------------------------------------------------------- | -------------- | -------------- | -------------- | -------------- | -------------- | -------------- | -------------- | -------------- | -------------- | -------------- |
| SuperHeavy | - Дата релиза: 19 сентября 2011 - Лейбл: A&M Records - Формат: CD, Music download | 1              | 14             | 9              | 1              | 17             | 12             | 31             | 2              | 13             | 26             |